# Anna (Spagna)
Anna è un comune spagnolo di 2 742 abitanti situato nella comunità autonoma Valenciana.